# Roland Kieft
Roland Kieft ('s-Hertogenbosch, 1960) is een Nederlands dirigent en voormalig muzikaal directeur. 

## Loopbaan
Kieft groeide op in een muzikaal gezin: zijn beide ouders speelden in het Brabants Orkest. Hij studeerde aanvankelijk cello aan het Koninklijk Conservatorium in Den Haag. Later maakte hij de overstap naar orkestdirectie waarvoor hij werd opgeleid aan het Utrechts Conservatorium en in Tanglewood in de VS, waar hij les kreeg van onder anderen Leonard Bernstein.
In Nederland was Kieft actief als dirigent van een aantal jeugd- en studentenorkesten, het Nijmeegs Strijkers Ensemble, Hofstads Jeugdorkest, het Nederlands Jeugd Strijkorkest, het JeugdOrkest Nederland, het Nederlands Studenten Orkest (viermaal, in 1987, 1993, 1995 en 2000) en het UvA-Orkest J. Pzn Sweelinck. Hij heeft voor bijna alle professionele symfonieorkesten van Nederland gestaan, waaronder het Rotterdams Philharmonisch Orkest, het Radio Filharmonisch Orkest en het Residentie Orkest. Ook dirigeerde hij voorstellingen bij Opera Forum (later de Nationale Reisopera) en bij de grote Nederlandse balletgezelschappen. Ook in het buitenland was Kieft actief, onder meer bij het Minnesota Orchestra, het orkest van Radio France en de radio-orkesten van Oost-Berlijn en Sint-Petersburg. Hij dirigeerde in bijna alle Europese landen en in Afrika, Japan en de Verenigde Staten. 
Als presentator, programmamaker en eindredacteur Radio 4 bij de AVRO interviewde Kieft veel bekende musici, onder wie dirigent Nikolaus Harnoncourt, cellist Mischa Maisky, violist Itzhak Perlman en bas-bariton Bryn Terfel.
Hij was van 2013 tot 2016 artistiek directeur van het Residentie Orkest en werd daarna directeur van de Stichting Omroep Muziek, de overkoepelende organisatie van het Radio Filharmonisch Orkest, het Groot Omroepkoor en het Muziekcentrum van de Omroep. In 2022 nam hij ontslag in die laatste functie en werd zelfstandig consultant en interim-manager voor culturele instanties en overheden.
- Gemeinsame Normdatei: 1076332749
- International Standard Name Identifier: 0000 0000 7613 8760
- MusicBrainz: 10e6e5c3-50fe-4f59-b807-eb0c3fa5e4cd
- Système universitaire de documentation: 250690640
- Virtual International Authority File: 103658085